# اندرو بوینس
اندرو بوینس (انگلیسی: Andrew Boyens؛ زادهٔ ۱۸ سپتامبر ۱۹۸۳) یک بازیکن فوتبال اهل نیوزیلند است.
وی همچنین در تیم ملی فوتبال نیوزیلند بازی کرده‌است.